# Essertes

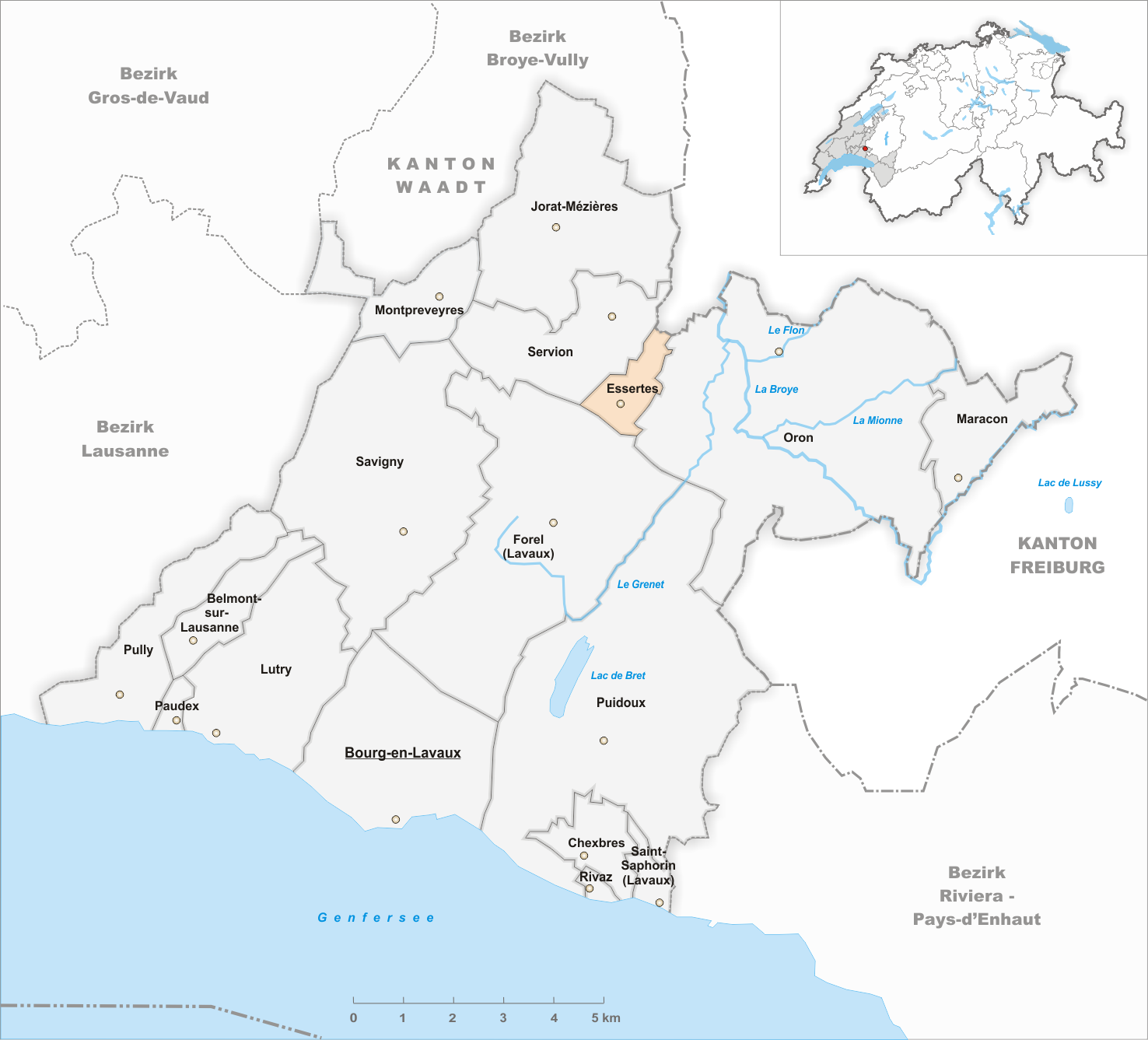
Gemeindestand vor der Fusion am 1. Januar 2022

Essertes ist ein Ort in der Gemeinde Oron im Distrikt Lavaux-Oron des Kantons Waadt in der Schweiz. Am 1. Januar 2022 fusionierte Essertes mit Oron.

## Geographie
Essertes liegt auf 735 m ü. M., 3 km westsüdwestlich von Oron-la-Ville und 13 km ostnordöstlich der Kantonshauptstadt Lausanne (Luftlinie). Das ehemalige Bauerndorf erstreckt sich auf einer Höhe westlich des oberen Broyetals, auf der Ostabdachung des Hochplateaus des Jorat, im Waadtländer Mittelland.
Die Fläche des ehemaligen 1,66 km² grossen Gemeindegebiets umfasst einen Abschnitt der Molassehöhen zwischen dem Jorat und dem Oberlauf der Broye. Der Hauptteil des Gebietes wird von der Höhe von Essertes eingenommen, die im Nordwesten von der Talniederung des Parimbot, im Südosten von derjenigen eines Seitenbaches des Grenet begrenzt wird. Nach Westen erstreckt sich der Gemeindeboden bis nach Pra Donnabbé, wo mit 814 m ü. M. der höchste Punkt von Essertes erreicht wird. Von der Gemeindefläche entfielen 1997 9 % auf Siedlungen, 16 % auf Wald und Gehölze und 75 % auf Landwirtschaft.
Zu Essertes gehören der Weiler Bretonnaire und mehrere Einzelhöfe. Nachbargemeinden von Essertes sind Oron, Forel (Lavaux) und Servion im Kanton Waadt sowie Auboranges im Kanton Freiburg.

## Bevölkerung
Mit 396 Einwohnern (Stand: 31. Dezember 2021) gehört Essertes zu den kleinen Gemeinden des Kantons Waadt. Von den Bewohnern sind 92,7 % französischsprachig, 3,1 % deutschsprachig und 1,5 % italienischsprachig (Stand 2000). Die Bevölkerungszahl von Essertes belief sich 1850 auf 197 Einwohner, 1900 auf 162 Einwohner. Danach wurde durch stetige Abwanderung bis 1970 eine Abnahme auf 116 Einwohner verzeichnet; seither stieg die Bevölkerungszahl wieder markant an.

## Wirtschaft
Essertes war bis in die zweite Hälfte des 20. Jahrhunderts ein vorwiegend durch die Landwirtschaft geprägtes Dorf. Noch heute haben der Ackerbau und die Viehzucht einen gewissen Stellenwert in der Erwerbsstruktur der Bevölkerung. Weitere Arbeitsplätze sind im lokalen Kleingewerbe und im Dienstleistungssektor vorhanden. Durch den Bau zahlreicher Einfamilienhäuser in den letzten Jahrzehnten hat sich das Dorf auch zu einer Wohngemeinde entwickelt. Viele Erwerbstätige sind deshalb Wegpendler, die vor allem in Lausanne arbeiten.

## Verkehr
Die ehemalige Gemeinde ist verkehrstechnisch recht gut erschlossen. Sie liegt an der Hauptstrasse von Lausanne via Oron-la-Ville nach Bulle oder Romont. Durch einen Postautokurs, der von Palézieux via Oron-la-Ville nach Mézières verkehrt, ist Essertes an das Netz des öffentlichen Verkehrs angebunden.

## Geschichte
Schon während des Neolithikums war das Gemeindegebiet von Essertes bewohnt, was durch den Menhir von Essertes-Auboranges bezeugt wird. Die erste urkundliche Erwähnung des Ortes erfolgte 1154 unter der Bezeichnung terram de Sartis; 1271 erschien der Name de Essertes. Der Ortsname ist auf exsartum, das Partizip Perfekt des spätlateinischen Wortes exsarire (roden, urbar machen) zurückzuführen.
Die Herren von Palézieux, denen Essertes im Hochmittelalter gehörte, schenkten das Dorf mit seinem Umland im 12. Jahrhundert der Zisterzienserabtei Haut-Crêt. Nach der Eroberung des Waadtlandes durch Bern kam das Dorf im Jahr 1557 an die bernische Landvogtei Oron. Nach dem Zusammenbruch des Ancien Régime gehörte Essertes von 1798 bis 1803 während der Helvetik zum Kanton Léman, der anschliessend mit der Inkraftsetzung der Mediationsverfassung im Kanton Waadt aufging. 1798 wurde es dem Bezirk Oron zugeteilt. Erst 1814, als sich die Dörfer Châtillens, Les Tavernes und Essertes trennten, wurde letzteres eine selbständige politische Gemeinde.

## Sehenswürdigkeiten
Das Schulhaus mit Glockentürmchen wurde im Jahr 1848 erbaut. Mit einem breiten Berner Dach ist die Maison de Clos ausgestattet. Essertes besitzt keine eigene Kirche; es gehört zur Pfarrei Châtillens. Ausserhalb des Dorfes steht der Menhir von Essertes, auch Pierre du dos à l'âne (Eselsrücken) genannt. Er ist mit 5,9 m Höhe der grösste Menhir in der Schweiz und wurde 1996 wieder aufgerichtet. Im 16. Jahrhundert diente er als Grenzstein.